# Memoriał Alfreda Smoczyka 2010
LX Memoriał Alfreda Smoczyka odbył się 28 marca 2010. Zwyciężył po raz drugi w Memoriale Jarosław Hampel.

## Wyniki
- 28 marca 2010 (niedziela), Stadion im. Alfreda Smoczyka (Leszno)

| Msc. | Zawodnik                 | Klub                  | Pkt |             |  |
| ---- | ------------------------ | --------------------- | --- | ----------- |  |
| 1    | (14) Jarosław Hampel     | Unia Leszno           | 15  | (3,3,3,3,3) |  |
| 2    | (8) Janusz Kołodziej     | Unia Leszno           | 13  | (3,3,1,3,3) |  |
| 3    | (5) Nicki Pedersen       | Stal Gorzów Wlkp.     | 12  | (1,3,3,3,2) |  |
| 4    | (16) Troy Batchelor      | Unia Leszno           | 11  | (2,2,3,2,2) |  |
| 5    | (9) Jurica Pavlic        | Unia Leszno           | 10  | (1,1,2,3,3) |  |
| 6    | (1) Leigh Adams          | Unia Leszno           | 10  | (3,2,2,2,1) |  |
| 7    | (10) Damian Baliński     | Unia Leszno           | 9   | (3,2,2,0,2) |  |
| 8    | (13) Piotr Świderski     | WTS Wrocław           | 6   | (0,d,1,2,3) |  |
| 9    | (4) Fredrik Lindgren     | Falubaz Zielona Góra  | 6   | (d,1,3,1,1) |  |
| 10   | (15) Rafał Okoniewski    | Stal Rzeszów          | 5   | (1,3,1,0,0) |  |
| 11   | (7) Rafał Dobrucki       | Falubaz Zielona Góra  | 5   | (2,2,0,0,1) |  |
| 12   | (2) Ryan Sullivan        | KS Toruń              | 5   | (2,0,2,1,0) |  |
| 13   | (12) Maciej Janowski     | WTS Wrocław           | 5   | (2,0,d,1,2) |  |
| 14   | (6) Rune Holta           | Włókniarz Częstochowa | 5   | (0,1,1,2,1) |  |
| 15   | (3) Adam Shields         | Unia Leszno           | 3   | (1,1,0,1,0) |  |
| 16   | (11) Jacek Rempała       | Orzeł Łódź            | 0   | (0,0,0,0,-) |  |
|      | rez. Sławomir Musielak   | Unia Leszno           | 0   | (0)         |  |
|      | rez. Mateusz Łukaszewski | Unia Leszno           | ns  |             |  |
|      | Greg Hancock             | Falubaz Zielona Góra  |     |             |  |
|      | Krzysztof Kasprzak       | Unia Tarnów           |     |             |  |

Uwaga: Jacek Rempała zastąpił Grega Hancocka, który miał zastąpić awizowanego wcześniej wychowanka leszczyńskiego klubu – Krzysztofa Kasprzaka.
 Bieg po biegu 
1. Adams, Sullivan, Shields, Lindgren (d/3)
2. Kołodziej, Dobrucki, Pedersen, Holta
3. Baliński, Janowski, Pavlic, Rempała
4. Hampel, Batchelor, Okoniewski, Świderski
5. Pedersen, Adams, Pavlic, Świderski (d/4)
6. Hampel, Baliński, Holta, Sullivan
7. Okoniewski, Dobrucki, Shields, Rempała
8. Kołodziej, Batchelor, Lindgren, Janowski
9. Batchelor, Adams, Holta, Rempała
10. Pedersen, Sullivan, Okoniewski, Janowski (d/3)
11. Hampel, Pavlic, Kołodziej, Shields
12. Lindgren, Baliński, Świderski, Dobrucki
13. Hampel, Adams, Janowski, Dobrucki
14. Kołodziej, Świderski, Sullivan, Rempała
15. Pedersen, Batchelor, Shields, Baliński
16. Pavlic, Holta, Lindgren, Okoniewski
17. Kołodziej, Baliński, Adams, Okoniewski
18. Pavlic, Batchelor, Dobrucki, Sullivan
19. Świderski, Janowski, Holta, Shields
20. Hampel, Pedersen, Lindgren, Musielak / Musielak za Rempała